# أنطونيو فينيزيانو
أنطونيو فينيزيانو (بالإيطالية: Antonio Veneziano)‏ (1543- 19 أغسطس 1593) شاعر صقلي كتب أساساً باللغة الصقلية. يعتبر من بين أعظم الشعراء الذين كتبوا بالصقلية ومنهم جيوفاني ملي ودومينيكو تيمبيو ونينو مارتوليو. ربما كان الاسم الرئيسي الأول في الأدب الصقلي بعد المدرسة الصقلية التي سبقته بثلاثة قرون. خلال حياته، اشتهر شعره سواء في صقلية وما وراءها. كما أنه كتب باللغتين الإيطالية واللاتينية.